# Jadkivka, Koreț
Jadkivka (în ucraineană Жадківка) este localitatea de reședință a comunei Jadkivka din raionul Koreț, regiunea Rivne, Ucraina.

## Demografie
Componența lingvistică a localității Jadkivka
     Ucraineană (99,52%)
     Alte limbi (0,48%)
Conform recensământului din 2001, majoritatea populației localității Jadkivka era vorbitoare de ucraineană (99,52%), existând în minoritate și vorbitori de alte limbi.